# Feldbahn Varannó–Kelcse
| Feldbahn Varannó–Kelcse, 1916 |           |                                        |                                        |
| Streckenlänge: | ca. 26 km |                                        |                                        |
| Spurweite: | 700 mm    |                                        |                                        |
| Maximale Neigung: | 55 ‰      |                                        |                                        |
| Minimaler Radius: | 30 m      |                                        |                                        |
| |           |                                        |                                        |
| \| \| \| Divisionssanitätsanstalt Borosnya \| \| \| \| \| \| \| \| \| \| Kelča (Kelcse) \| \| \| \| \| \| \| \| \| \| \| \| \| \| \| \| \| \| \| \| \| \| \| \| \| Verpflegungsbahnhof \| \| \| \| \| Vranov nad Topľou (Varannó) \| \| \| \| \| Bahnstrecke Trebišov–Vranov nad Topľou \| \| |           |                                        |                                        |
| Kopfbahnhof Streckenanfang, rechts und Streckenende (Strecke außer Betrieb) |           | Divisionssanitätsanstalt Borosnya      | Divisionssanitätsanstalt Borosnya      |
| |           |                                        |                                        |
| Bahnhof (Strecke außer Betrieb) |           | Kelča (Kelcse)                         | Kelča (Kelcse)                         |
| Bahnhof (Strecke außer Betrieb) |           |                                        |                                        |
| Bahnhof (Strecke außer Betrieb) |           |                                        |                                        |
| Bahnhof (Strecke außer Betrieb) |           |                                        |                                        |
| Bahnhof (Strecke außer Betrieb) |           |                                        |                                        |
| Kopfbahnhof Streckenanfang (Strecke außer Betrieb) · Strecke (außer Betrieb) |           | Verpflegungsbahnhof                    | Verpflegungsbahnhof                    |
| Strecke nach links (außer Betrieb) · Bahnhof quer (Strecke außer Betrieb) · Strecke nach rechts (außer Betrieb) |           | Vranov nad Topľou (Varannó)            | Vranov nad Topľou (Varannó)            |
| Bahnhof quer |           | Bahnstrecke Trebišov–Vranov nad Topľou | Bahnstrecke Trebišov–Vranov nad Topľou |

Die Feldbahn Varannó–Kelcse war eine während des Ersten Weltkriegs von den österreichisch-ungarischen Landstreitkräften verlegte und betriebene, etwa 26 km lange militärische Feldbahn mit 700 mm Spurweite zwischen den heute slowakischen Orten Vranov nad Topľou (Varannó) und Kelča (Kelcse).

## Bau
Die Feldbahn wurde von der dem VII. Korps zugeteilten Eisenbahntruppe gebaut, um die bewaldeten Karpaten zwischen den Flüssen Topľa (Tapoly) und Laborec (Laborcza) zu sichern. Die gut geschulten militärischen Eisenbahner verlegten innerhalb von wenigen Tagen in gebirgigem, unwegsamem Terrain kilometerlange Schienen, mit Stationen, Ausweichen und Ruhestellen für die Pferde. Die Gleisjoche waren 1,5 m lang und hatten eine Spurweite von 700 mm. Die Strecke durfte nicht mehr als 1 m auf 18 m (55 ‰) ansteigen und der Krümmungsradius durfte nicht kleiner als 30 m sein.
Am Anfangspunkt, von dem aus die Feldbahn ihren Ausgang nahm, wurde ein „Anfangsbahnhof“ und ein mit ihm verbundener „Verpflegsbahnhof“ errichtet. Auf der laufenden Strecke hatte die Feldbahn annähernd alle 5 km eine Station. Längs der ganzen Strecke wurde eine Telefonleitung verlegt. Zur Feldbahn gehörten auch die Telefonanlage, das Werkzeug und eine Reparaturwerkstätte.

## Betrieb
Mit der Feldbahn wurden Nachschub und Munition zur Frontlinie transportiert und auf dem Rückweg Verwundete abtransportiert. Hinsichtlich ihrer Leistung werden die Züge in Material-, Verpflegungs-, Munitions-, Kranken- und Leerzüge eingeteilt. Als normales Fahrzeug war der sogenannte Doppelwagen vorgesehen. Er bestand aus einem Drehgestell mit Bremse und einem ohne Bremse, die über eine Plattform verbunden waren. Durch Anbringung von Bordwänden konnte der Doppelwagen in einen großen Kastenwagen verwandelt werden. In flachem Terrain waren vor jedem Doppelwagen ein Paar, in gebirgigem Gelände zwei Paar Pferde vorgespannt.
Die Feldbahnkolonne, die aus maximal 70 Doppelwagen bestand, wurde gewöhnlich von einem Trainoberleutnant oder Trainleutnant befehligt. Ein Unteroffizier beaufsichtigte jeweils 15 bis 20 Wagen. Jeder Wagen hatte einen Kutscher und, neben ihm sitzend, einen Bremser. Der Feldbahnkommandant erstellte den Fahrplan, die sogenannte „Graphika“.

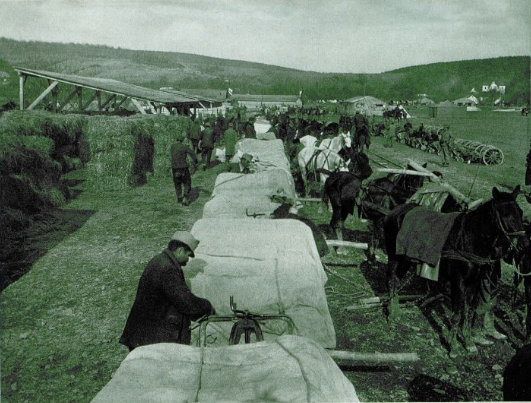
Endstation Kelcse der von den Eisenbahnern des VII. Korps errichteten Feldbahn

Das Bild zeigt eine aus etwa 60 Doppelwagen bestehende Kolonne nach der Ankunft an der Endstation. Der Weg führte durchs Gebirge und so waren vor jeden Wagen vier Pferde gespannt. Die Barackenlager dienten in erster Linie den Verwundeten als Ruhestätten und zur Einlagerung von feuchtigkeitsempfindlichen Kriegsmaterialien, wie Munition, Heu, Mehl. Über 100 russische Gefangene standen bereit, um die Entladearbeiten vorzunehmen. Für die Entladung stand weniger als eine Stunde zur Verfügung, dann wurden die entleerten Waggons gesäubert und zum Feldspital gezogen, um dort die Verwundeten aufzunehmen, die nach Varannó, der Ausgangsstation der Feldbahn, zum Weitertransport mit der regulären Bahn transportiert wurden.
An der Endstation waren auch große Baracken errichtet, die dem Pferdebestand der Feldbahn Quartier gaben. Ungefähr 700 bis 800 Pferde standen in diesen improvisierten Ställen. Nach der Ankunft der Feldbahn wurden die ausgeruhten Pferde für den Rücktransport angespannt und die „dienstfreien“ zur Rast in die Baracken geführt.
In der Regel waren eine bis zwei, selten mehr Kolonnen in Bewegung. Von der Endstation aus, beförderte der „Train“ den täglichen Bedarf zu den kämpfenden Truppen. Oft häuften sich tagsüber Nahrungsmittel, Viehfutter, Gewehr- und Geschützmunition an der Endstation, so dass der Train Mühe hatte, alles aufzuladen und an die Front zu schaffen.

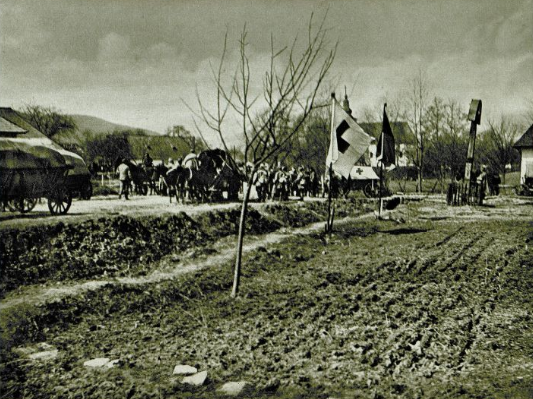
Divisionssanitätsanstalt Borosnya an der Feldbahn Varannó–Kelcse

Die geleerten Waggons traten den Rückweg als Krankenwagen an. Etwa 300 Kranke fasste ein Zug von 60 Doppelwagen. Eine eigene Krankentransportkolonne beförderte sie vom Verbandplatz, der Divisionssanitätsanstalt in Borosnya, zur Endstation der Feldbahn. Wenn die Kolonne den fahrplanmäßig nach Varannó gehenden Zug verpasste, wurden die Verwundeten vorübergehend in die Notbaracken gebracht, dort neuerlich ärztlich untersucht und eventuell frisch verbunden. Den Krankentransport begleiten Ärzte und Sanitätspersonal. Unterwegs an den Stationen machte der Zug Halt. Schwerverwundete konnten dort die Reise unterbrechen und in eigenen Baracken bis zum Eintreffen des nächsten Zuges rasten.
An den Stationen waren auch Futter-Vorräte für die Pferde und Nahrungsmittel für die Feldbahnlenker und Passagiere in genügender Menge vorhanden. Doch führte normalerweise jede Feldbahnkolonne einen Küchenwagen in ihrer langen Reihe mit.
Die Herstellung von guten und zweckmäßig funktionierenden Feldbahnen erforderte viel Geschick. Im Ersten Weltkrieg hat die k. u. k. Eisenbahntruppe gezeigt, dass sie dieses Geschick in hohem Grade besaß. Ein sorgfältig ausgestaltetes Bauprogramm, nach dem der Feldbahnkommandant seine Arbeitskräfte verteilte, lag der Errichtung jeder Feldbahn zugrunde. Genaue Rekognoszierungen der Trasse mussten ihrem Bau vorausgehen. Unter normalen Verhältnissen konnten täglich etwa 10 km Feldbahngleise verlegt werden, was, unter Berücksichtigung der vielen herzustellenden Nebenanlagen, für eine Feldbahn von 100 km eine Arbeitszeit von wenig mehr als zwei Wochen ergab. Boden und Terrainverhältnisse, Jahreszeit und Witterung beeinflussten allerdings die Mühe und Dauer der zu leistenden Bauarbeiten.